# Gabriel Christoph Benjamin Mosche

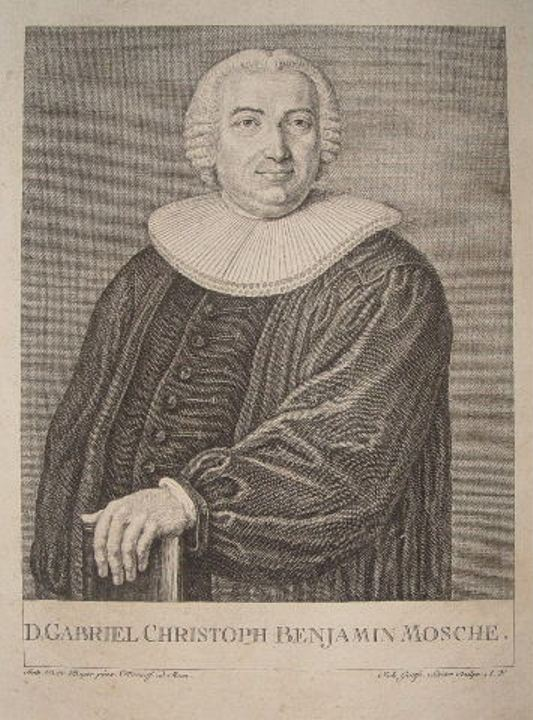
Gabriel Christoph Benjamin Mosche, Kupferstich, um 1780

Gabriel Christoph Benjamin Mosche (* 23. März 1723 in Großenehrich; † 8. Februar 1791 in Frankfurt am Main) war ein deutscher evangelisch-lutherischer Theologe.

## Leben
Mosche war Sohn eines evangelischen Pfarrers und besuchte ab 1736 das Gymnasium in Gotha. Ab 1741 studierte er an der Universität Jena, wobei er sich zunächst auf Hebräisch, Mathematik und Physik konzentrierte, bevor er sich auf Drängen seines Vaters ganz der Theologie widmete. 1748 wurde er Pfarrer an der Predigerkirche in Erfurt, wo er ab 1754 auch theologische Vorlesungen an der Universität hielt.
1759 wurde er Konsistorialrat und Superintendent in Arnstadt. Als Prediger geschätzt, setzte er sich sehr für die Armenfürsorge ein durch die Gründung eines Waisenhauses. Überregionales Ansehen erwarb er sich durch die 1770 begonnene Herausgabe des Bibelfreundes, einer theologischen Wochenzeitung für Laien. 1773 promovierte er in Göttingen zum Doktor der Theologie. Im selben Jahr berief ihn der Rat der Stadt Frankfurt am Main zum Senior, dem Leiter des lutherischen Predigerministeriums.
Mosche führte in der konservativen, an der strengen lutherischen Orthodoxie festhaltenden Frankfurter Kirche eine Reihe von Reformen ein, darunter eine vereinfachte Gottesdienstordnung und ein neues Gesangbuch (1783). Er richtete eine Unterstützungskasse für die Witwen und Waisen der evangelischen Pfarrer Frankfurts ein und verfasste zahlreiche Erbauungsschriften. Er gilt als Vertreter eines rationalistischen Supranaturalismus, der für behutsame Anpassungen der Kirche an das Zeitalter der Aufklärung aufgeschlossen war. Zwar lehnte das Predigerministerium den Bau des ersten Frankfurter Theaters 1782 vehement ab, mit der Begründung, auf der Bühne werde „nicht die Tugend, sondern die Leidenschaft der Liebe geschildert und eine Schule der Buhlerei gebildet“. Allerdings verweigerte man den Schauspielern das Abendmahl nicht mehr, wie noch zur Mitte des 18. Jahrhunderts.
Gegenüber den anderen christlichen Konfessionen zeigte sich Mosche tolerant. 1787 gestattete der Rat der Stadt Frankfurt den Reformierten nach fast 200 Jahren den Bau zweier eigener Kirchen, der deutsch-reformierten Kirche und der französisch-reformierten Kirche. Die lutherische Geistlichkeit war dem Projekt gegenüber zuletzt aufgeschlossen gewesen, während der Widerstand aus dem konservativen Patriziat kam, das seine Privilegien nicht mit den wohlhabenden reformierten Familien  teilen wollte.
Ab 1787 nach einer Erkrankung nahezu erblindet, starb er überraschend am 8. Februar 1791. Sein Nachfolger als Senior wurde Wilhelm Friedrich Hufnagel.
Mosche war zweimal verheiratet. Seiner 1766 geschlossenen zweiten Ehe entstammte der Sohn Christian Julius Wilhelm Mosche.

## Werke
- Commentatio de anno sexagesimo Judaeis sacro. Jenae 1744.4°.
- Commentatio de summa summi Numinis sapientia in dilectu legatorum suorum quam maxime conspicua, ad Matth. 11, 25. Erford. 1750. 4°.
- Denkmal der Jubelfeier, welche wegen des den 25. September 1555 zu Augsburg geschlossenen Religionsfriedens am 18ten Sonntage nach Trinit. 1755 in Erfurt und insonderheit in dasiger evangelischen Raths- und Prediger-Kirche gehalten worden. Erfurt 1755. 8°.
- Commentatio de contemplatione mortis atque resurrectionis Jesu Christi ad cognoscendum patrem ejusque erga hominis amorem esse efficacissima ad Joh. 14, 7. ibid. 1758. 4°.
- Die Hoffnungen an Gott, als die Stärke der Schwachen; eine über Jesaias 40, 31 gehaltene Trauer- und Gedächtnispredigt bei dem Leichenbegängnisse Herrn Dr. T. A. Lozzen, des evangel. Ministerii Senioris und Pastoris primarii der Raths- und Predigerkirche zu Erfurt. Ebenda 1758. 4°.
- Die seligsten Bestätigungen der Lehrer und Zuhörer vor ihrer Trennung, in einer Abschiedspredigt am 2ten Sonntage nach Epiphan. über Röm. 12, 7–10 zu Erfurt vorgestellt. Ebenda 1759. 4°.
- Commentatio de reditu Christi in vitam, futuro ipsius ad judicium extremum exercendum reditui fidem et fundamentum, adjungente, ad Actor. 17, 31. Arnstadi 1759. 4°.
- Das würdige Verhalten derer, welchen der Fürst des Friedens zuruft: Friede sei mit euch! – Eine Predigt am Friedens- und Dankfeste am Sonntage Quasimodogeniti 1763 über Ps. 102, 18–21 in Arnstadt gehalten. Ebenda 1763. 4°.
- Die Absichten Gottes bei den ehelichen Verbindungen derer, welche einander nur fremd und unbekannt waren; eine Trauungsrede. Arnstadt 1765. 4°.
- Katechetische Anleitung zur Erkenntnis des Heils in Christo, Ebenda 1767. 2te Auflage. Ebenda 1771.
- Triplex, quo S. Paulus Rom. 8, 19–25 immensam atque incomparabilem gloriae coelestis magnitudinem confirmat, argumentum illustrat. Ibid. 1768. 4°.
- Der Bibelfreund, eine Wochenschrift. Arnstadt u. Frankfurt a. M. 1770–1779. 6 Theile. 8°.
- Die Pflichten der Christen, Gott zu loben, so lange sie leben; eine Predigt am 14ten Sonnt. nach Trin. 1770 zu Arnstadt gehalten. Arnstadt 1770. 8°.
- Die Bestimmung der Menschen zur Ewigkeit, aus der Unvollkommenheit aller irdischen Glückseligkeit; eine Leichenrede. Ebd. 1770. Folio.
- Drei Predigten über die Herrlichkeit Gottes im Reiche der Natur, Ebend. 1771., 8°.
- Der Trost der Frommen in der Theurung; eine Predigt. Ebd.
- Stille seyn und Hoffen, als zwei zuverlässige Beförderungsmittel der wahren Stärke des Geistes; eine Leichenrede. Ebd. 1771. 8°.
- Der eben so große als unleugbare Einfluß des Christenthums in das Glück der Ehe; eine Trauungsrede. Ebend. 1772. 4°.
- Sammlung einiger Gebete, welche von den Waisenhauskindern in Arnstadt Morgens, Mittags und Abends, wie auch bei andern Gelegenheiten, zu Gott abgeschickt werden. Ebend. 1772. 8°.
- Die Absichten Gottes bei der Trennung derer, die einander lieben; eine Abschiedspredigt, über das Evangel. Luc. 7, 11–17, den 16. Trinit. 1773 in Arnstadt gehalten. Ebend. 1773. 8°.
- Specimen inaugurale theologicum de theologia populari. Gottingae 1773. 4°.
- Zwei Ursachen, warum Diener Christi sein Evangelium auch in großen Gemeinen getrost und freudig verkündigen können; Antrittspredigt zu Frankfurt a. M. den 20. Trin. 1773 über Ps. 40, 10–12 gehalten. Frankf. 1773. 8°.
- Sammlung einiger Predigten über die Herrlichkeit Gottes in der Natur. Ebend. 1774. 8°. 2te Ausgabe. Ebend. 1783. 8°.
- Erklärung der Sonn- und Festtagsepisteln. Frankfurt u. Leipzig 1774 8°. 2te Ausgabe. Ebenda 1780, 3te Ebenda 1788–1790, 2 Theile, 8°.
- Die Absichten Gottes bei derjenigen Verherrlichung seiner Gnade, deren er die Lehrer des Evangelii Jesu würdiget, aus 2. Corinth. 4, 7; eine Jubelpredigt u. s. w. Ebenda 1775, 8°.
- Auszüge aus seinen Predigten von 1775 bis 1789. Frankfurt a. M. 1775 bis 1789 (15 Bände), 8°.
- Anmerkungen zu den Sonn- und Festtagsepisteln. Ebenda 1776 bis 1777, 2 Theile, 8°
- Predigten auf alle Sonn- und Festtage des ganzen Jahres, über lehrreiche und wichtige Zeugnisse der heiligen Schrift. Arnstadt 1776. 8°.
- Erste Nachricht von den, zum Besten der von evangelisch-lutherischen Predigern zu Frankfurt a. M. nachgelassenen Witwen und Waisen vermachten Legaten und eingeschickten Geschenken, wie auch von der Einrichtung und dem gegenwärtigen Zustande der Witwencasse. Frankfurt 1777. 8°.
- Beiträge zur Vertheidigung der Auferstehungsgeschichte Jesu gegen die neuesten Einwürfe. Ebenda 1779. 8°.
- Predigt bei der Einweihung der neuen Kirche zu Bornheim. Ebenda 1779. 8°.
- Predigt bei dem 100jährigen Jubelfeste des Frankfurter Armen- und Waisenhauses. Ebenda 1779. 8°.
- Sammlung einiger Casualpredigten und Reden. Ebenda 1780. 8°.
- Fortgesetzte Beiträge zur Vertheidigung der Auferstehungsgeschichte Jesu u. s. w. Frankfurt 1780. 8°.
- Rede bei der Taufe zweier jüdischen Studenten: Jesus als der Preis des Volks Israel, über Luc. 2, 32. Ebenda 1781. 8°.
- Erklärung aller Sonn- und Festtagsevangelien. Frankfurt u. Leipzig 1781–1783. 3 Theile. 8°.
- Erklärung der Leidensgeschichte Jesu Christi. Ebenda 1785–1786. 2 Theile, 8°.
- Sammlung derjenigen Psalmen und anderer aus der heiligen Schrift alten und neuen Testaments genommenen Capitel, welche bei den täglichen Betstunden abgelesen werden. Frankfurt 1789. 8°.
- Gedächtnißpredigt auf Kaiser Joseph II., gehalten am Sonntage Judica über 1. Buch Mose 50, 24. Ebend. 1790. 8°.
- Predigten bei der Wahl und Krönung Leopold II.